# Kaela Kimura
Kaela Kimura (木村カエラ Kimura Kaera?,  Adachi, Tokio, Japón, 24 de octubre de 1984) es una modelo, cantante y personalidad de televisión japonesa. Su nombre real es Rie Kaela Kimura (木村 カエラりえ Kimura Kaera Rie?).

## Biografía
Kimura nació en el barrio de Adachi, Tokio, como hija de padre británico y madre japonesa. Cuando era pequeña entendía y podía hablar inglés, pero tras el poco uso del lenguaje y la poca práctica, con el tiempo fue olvidándolo. Al llegar a la adolescencia, comenzó a trabajar como modelo para la revista juvenil Seventeen, y en 2003 entró al programa saku saku, un matinal que con el tiempo también se hizo bastante popular.
Su gran pasatiempo fue la música. Tocando el piano y la guitarra, lanzó su sencillo debut Level42 inicialmente como indie, hasta que al poco tiempo, Columbia Records comenzó a apoyar su carrera musical. Algunos meses después fue lanzada la versión ampliada del sencillo Level42, debutando, con un éxito moderado, en el puesto 14 de las listas de Oricon japonesas. Tras solo dos singles promocionales, lanzó su primer álbum de estudio, KAELA, el cual también tuvo éxito y ventas moderadas en las listas niponas.
Su siguiente sencillo Real Life Real Heart (Riru Ra Riru Ha), canción utilizada dentro de los comerciales de los celulares Vodafone, es hasta el momento su sencillo más exitoso. La canción era bastante común escucharla en las principales avenidas de Japón como Harajuku, y logró llegar a los primeros puestos de los sencillos más vendidos de su país. El sencillo finalmente vendió más de 100 mil copias, convirtiéndose en uno de los sencillos mejores vendidos del año 2005, y también logró una nominación dentro de los MTV Video Music Awards Japan por el video musical del tema. Su estilo musical hasta ese punto de su carrera era considerado Britpop, pero tras el lanzamiento de "Real Life Real Heart" Kaela cambia musicalmente, orientando su música a un estilo más de rock alternativo y Punk pop. La joven participa en un álbum tributo para el popular manga Nana, y también la comedia musical Custom Made 10.30 con el reconocido músico Tamio Okuda, personaje que también produce su siguiente sencillo titulado "BEAT", una canción con gran influencia de música punk.
Su siguiente sencillo, You -tema utilizado en comerciales de los chocolates KitKat lanzado a comienzos del 2006-, fue todo un éxito radial, manteniéndose en el primer lugar del Tokio Hot 1000 de la emisora nacional japonesa J-Wave por más de once semanas. En marzo de 2006 es lanzado su segundo álbum de estudio, titulado Circle, el cual debutó en el segundo puesto de Oricon en su primera semana, solo siendo superado por Kumi Kōda, quien ocupaba el primer puesto con su segunda compilación de singles. A finales de ese mismo mes Kaela decide abandonar el programa saku saku, que fue la principal causa de que comenzara a hacerse mayormente popular. El 31 de marzo se le despidió al aire. Este mismo año, inicialmente solo como una colaboración para un comercial de productos de la empresa Kirin en Japón, Kaela se hace vocalista de la banda de rock nipona Sadistic Mika Band. Finalmente esto se convierte en algo más serio, y la banda cambia su nombre a Sadistic Mikaela Band -en honor a Kaela- y graban un álbum que finalmente es titulado "NARKISSOS", lanzado en el mes de octubre.
El segundo álbum de Kaela titulado "Scratch", lanzado en febrero de 2007, fue por dos semanas consecutivas n.º 1 de las listas de álbumes más vendidos de Oricon, vendiendo finalmente más de 300 mil copias. Poco después comienza su primera gira nacional llamada LIVE TOUR 2007 "Scratch" ～Agattemasutteba TOUR～, donde se presentó por primera vez con éxito en el Nihon Budōkan.

## Discografía

### Sencillos
1. Level42 (23 de junio de 2004)
2. happiness!!! (27 de octubre de 2004)
3. Real Life Real Heart (リルラ リルハ Riru Ra Riru Ha?) (30 de marzo de 2005)
4. BEAT (5 de octubre de 2005)
5. You (18 de enero de 2006)
6. Magic Music (28 de junio de 2006)
7. TREE CLIMBERS (6 de septiembre de 2006)
8. Snowdome (17 de enero de 2007)
9. Samantha (18 de julio de 2007)
10. Yellow (24 de octubre de 2007)
11. Jasper (6 de febrero de 2008)
12. Moustache/memories (original version) (10 de septiembre de 2008)
13. Doko (どこ?) (28 de enero de 2009)
14. BANZAI (8 de mayo de 2009)
15. Ring a Ding Dong  (9 de junio de 2010)
16. A winter fairy is melting a snowman (8 de diciembre de 2010)
17. Kidoairaku plus ai (喜怒哀楽 plus 愛?) (3 de agosto de 2011)
18. Mamireru (マミレル?) (16 de mayo de 2012)

### Otros
- Level42 (10 de mayo de 2004) - lanzamiento Indie
- Circle (KIT KAT Edition) (20 de febrero de 2006)

### Álbumes
1. KAELA (8 de diciembre de 2004)
2. Circle (8 de marzo de 2006)
3. Scratch (7 de febrero de 2007)
4. +1 (2 de abril de 2008)
5. HOCUS POCUS (24 de junio de 2009)
6. 5years (3 de febrero de 2010)

### Otros
- Twinkle (LOVE for NANA ～Only 1 Tribute～)